# Casasuertes
Casasuertes es una pedanía del municipio de Burón en el Parque Nacional Picos de Europa perteneciente a la Provincia de León, comunidad autónoma de Castilla y León, España.

## Contexto geográfico
El pueblo está situado en el Valle del río Orza. El valle está rodeado de cumbres, bosques, praderas y ríos. Es un pueblo compacto con todas las edificaciones cerca las unas de las otras. Pasado Vegacerneja, en dirección al Puerto de Pontón, sale a la derecha una desviación que nos conduce al pueblo.

## Toponimia
La historia nos dice que era una casa que alquilaba Burón a uno de sus vecinos, de ahí le viene su nombre: Casa a suertes, como se llamaba antes del año 1900.
Situado en el valle del río Orza, se accede hasta él por una carretera entre montes. El valle está rodeado por hermosas cumbres y bosques de hayas, robles, praderas y numerosos riachuelos, que hacen de él un conjunto típico de monteña.

## Evolución demográfica
| 2000 | 2001 | 2002 | 2003 | 2004 | 2005 | 2006 | 2007 | 2008 | 2009 | 2010 | 2011 |
| 22   | 21   | 21   | 21   | 26   | 27   | 25   | 30   | 31   | 31   | 34   | 43   |

## Fauna y flora
La fauna y la vegetación son muy variadas como: la lagartija de turbera, el tejón, la collalba gris, las hayas, los pinos, los prados, los sauces...

## Las Fiestas
Las fiesta de Casasuertes se celebra el 16 de agosto,y tienen com patrón a San Roque. 
El día empieza con la tradicional parva, en la que un grupo de jóvenes del pueblo van casa por casa golpeando cazuelas y el tradicional tambor, desperando a todos los habitantes de la casa y ofreciéndoles una copa de aguardiente o vino dulce y una pasta típica de la zona.
Se celebra una concurrida misa acompañada de la procesión. A continuación se sirve la corrida de pan y queso, repartida por los jóvenes del pueblo, que consiste en bandejas repletas de queso, chorizo, salchichón y cecina de la zona, regado de vino o refrescos. Durante la tarde de ese día y días anteriores se celebran concursos de disfraces, juegos infantiles, campeonatos de tute y mus, concursos de postres, bolos. La noche termina con una típica verbena popular, acompañada a altas horas de la noche con chocolate y sopas de ajo.
Todos los alrededores de Casasuertes invitan a la práctica del senderismo y montañismo; ascensiones a las cumbres del pico Pandián- 2.012m o a la sierra de Cebolleda con el pico Gildar - 2.178m, son tan sólo algunos ejemplos de las muchas posibilidades que ofrece este maravilloso pueblo a sus visitantes, sin olvidar las praderas y el bosque del entorno, cobijo de una importante fauna.